# Xã Cass, Quận Muskingum, Ohio
Xã Cass (tiếng Anh: Cass Township) là một xã thuộc quận Muskingum, tiểu bang Ohio, Hoa Kỳ. Năm 2010, dân số của xã này là 1.600 người.